# 吴继兴
吴继兴（?—?），《新五代史》作吴继勋，后晋时河西军节度留后。原为灵武节度使冯晖的牙将。天福七年（942年），凉州人逐出河西节度使李文谦，冯晖派吴继兴代李文谦为留后，第二年，吴继兴被陈延晖取代。
| 前任： 李文谦 | 河西节度使留后 | 繼任： 陈延晖 |